# Eustațiu Grenier
Eustațiu Grenier (Garnier, Granarius, Grenarius) (d. 15 iunie 1123) a fost un important conducător cruciat, participant la Prima cruciadă, devenit conetabil în Regatul Ierusalimului.
Eustațiu provenea din Beaurain-Château, în regiunea Thérouanne din nordul Franței (în acel moment, ținând de Comitatul de Flandra); el l-a acompaniat în Prima cruciadă pe contele Ugo al II-lea de Saint-Pol, în cadrul grupului de armate comandat de Godefroy de Bouillon.
Probabil o prezență minoră pe parcursul cruciadei propriu-zise, el s-a remarcat ulterior, când a participat la bătălia de la Ramlah din 1105, iar în 1109 a fost prezent la asediul asupra Tripoli. Acolo el a fost unul dintre trimișii regelui Balduin I al Ierusalimului mandatați să negocieze între Guillaume-Iordan și Bertrand, ambii fii ai contelui Raimond al IV-lea de Toulouse care își disputau moștenirea asupra Comitatului de Tripoli. În 19 decembrie 1111, lui Eustațiu Grenier i s-a conferit orașul Sidon, după ce acesta fusese cucerit de către Balduin I cu sprijinul regelui Sigurd I al Norvegiei. El era deja senior de Caesarea, care fusese capturată din 1101 și acordată lui la o dată rămasă necunoscută. Imediat după aceea, s-a căsătorit cu Emelota sau Ema, nepoata patriarhului latin de Ierusalim Arnulf de Chocques, și  i s-a acordat și orașul Ierihon, ca și veniturile acestuia, care anterior fuseseră proprietatea Bisericii. El a luat de asemenea parte la asediile asupra Shaizar, care nu a putut fi capturat, și Tir. În cadrul asediului asupra Tirului, el a supravegheat construirea aparaturii de asediu. În 1120, a fost prezent la conciliul de la Nablus, convocat de regele Balduin al II-lea, în cadrul căruia a fost stabilită legislația regatului. Atunci când Balduin al II-lea a fost capturat de către artuqizi în 1123, Eustațiu a fost ales conetabil de Ierusalim și regent al regatului. În această calitate, el a oprit invazia  fatimizilor din Egipt, în bătălia de la Yibneh din 29 mai 1123. Eustațiu a murit la puțină vreme după 15 iunie 1123, fiind înlocuit în funcția de conetabil și regent de către Guillaume I de Bures. A fost înmormântat în Ierusalim, la abația Santa Maria Latina.
Împreună cu Emelota, a fost părintele a doi fii, Eustațiu al II-lea și Valter, care i-au succedat în Sidon, respectiv Caesarea. Rămasă văduvă, Emelota s-a recăsătorit cu Ugo al II-lea de Le Puiset, viitor conte de Jaffa. Potrivit cronicii lui Foucher de Chartres, Eustațiu Grenier era "un bărbat corpolent de caracter onest" și, conform lui Guillaume de Tyr, "un om înțelept și chibzuit, cu mare experiență în treburile militare".